# Caulokaempferia
Genre
Classification APG III (2009)
Caulokaempferia est un genre de plantes à fleurs de la famille des Zingibéracées originaire de l'Asie du Sud-Est.

## Liste d'espèces
Selon World Checklist of Selected Plant Families (WCSP) (16 juil. 2010)
- Caulokaempferia alba K.Larsen & R.M.Sm. (1972)
- Caulokaempferia amplexicaulis Suksathan (2005)
- Caulokaempferia appendiculata K.Larsen & Triboun (2002 publ. 2003)
- Caulokaempferia bracteata K.Larsen & S.S.Larsen (2002 publ. 2003)
- Caulokaempferia burttii K.Larsen & Jenjitt. (2003 publ. 2004)
- Caulokaempferia coenobialis (Hance) K.Larsen (1964)
- Caulokaempferia jirawongsei Picheans. & Mokkamul (2004)
- Caulokaempferia khaomaenensis Picheans. & Mokkamul (2004)
- Caulokaempferia kuapii K.Larsen (1964)
- Caulokaempferia laotica Picheans. & Mokkamul (2006)
- Caulokaempferia larsenii Suksathan & Triboun (2003 publ. 2004)
- Caulokaempferia limiana Mokkamul & Picheans. (2004)
- Caulokaempferia linearis (Wall.) K.Larsen (1964)
- Caulokaempferia pedemontana Triboun & K.Larsen (2005)
- Caulokaempferia petelotii K.Larsen (1964)
- Caulokaempferia phulangkaensis Picheans. (2008)
- Caulokaempferia phuluangensis Picheans. & Mokkamul (2004)
- Caulokaempferia phutokensis Picheans. (2008)
- Caulokaempferia phuwoaensis Picheans. & Koonterm (2008)
- Caulokaempferia saksuwaniae K.Larsen (1973)
- Caulokaempferia satunensis Picheans. (2007)
- Caulokaempferia saxicola K.Larsen (1964)
- Caulokaempferia secunda (Wall.) K.Larsen (1964)
- Caulokaempferia sikkimensis (King ex Baker) K.Larsen (1964)
- Caulokaempferia sirirugsae Ngamr. (2009)
- Caulokaempferia thailandica K.Larsen (1973)
- Caulokaempferia violacea K.Larsen & Triboun (2002 publ. 2003)
- Caulokaempferia yunnanensis (Gagnep.) R.M.Sm. (1972)

Selon NCBI (16 juil. 2010)
- Caulokaempferia coenobialis
- Caulokaempferia saxicola
- Caulokaempferia thailandica
- Caulokaempferia sp. LMP-2002